# Hendrik Johannes Haverman

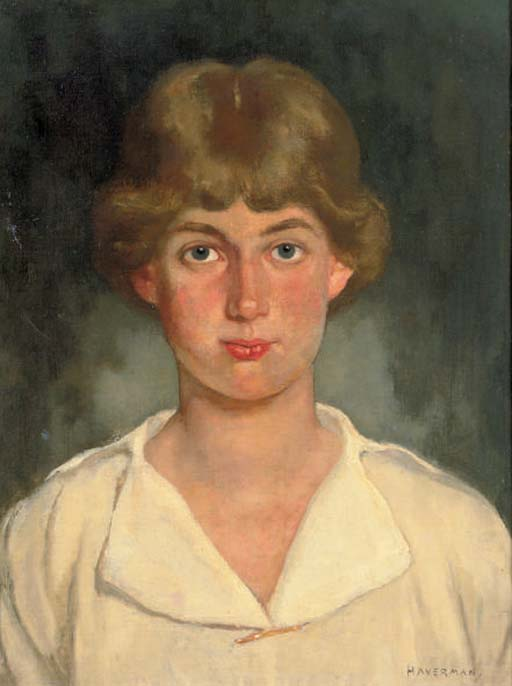
Frauenporträt

Hendrik Johannes Haverman (* 23. Oktober 1857 in Amsterdam; † 11. August 1928 in Den Haag) war ein niederländischer Maler, Aquarellist, Zeichner, Lithograf und Radierer.
Bereits im Alter von 16 Jahren lernte er beim Dekorationsmaler Henricus Johannes Plaat jr. Danach wurde er Schüler von Hendrik Valkenburg, dann von 1874 bis 1878 studierte er an der Rijksakademie van beeldende kunsten in Amsterdam unter der Leitung von August Allebé und Barend Wijnveld, dann ab 1879 an der Koninklijke Academie voor Schone Kunsten van Antwerpen unter der Leitung von Charles Verlat und ab 1881 an der Académie royale des Beaux-Arts de Bruxelles unter der Leitung von Jean-François Portaels.
Er wurde 1879 Mitarbeiter von Nicolaas van der Waay und Ernst Witkamp. Er beschäftigte sich hauptsächlich mit der Porträtkunst in verschiedenen Techniken der Malerei und Grafik.
Er unternahm Reisen nach Frankreich, Italien und Spanien. Haverman wurde mit dem belgischen Leopoldsorden ausgezeichnet.
Er zeigte seine Werke von 1879 bis 1903 auf den Ausstellungen in Amsterdam, Den Haag. Rotterdam usw. und erhielt zahlreiche Gold- und Silbermedaillen.